# Homaspis transbaikalitor
Homaspis transbaikalitor är en stekelart som beskrevs av Aubert 1985. Homaspis transbaikalitor ingår i släktet Homaspis och familjen brokparasitsteklar. Inga underarter finns listade i Catalogue of Life.